# Zaouiat Cheikh
Zaouiat Cheikh (en àrab زاوية الشيخ, Zāwiyat ax-Xayẖ; en amazic ⵣⴰⵡⵉⵜ ⵛⵉⴽ) és un municipi de la província de Béni Mellal, a la regió de Béni Mellal-Khénifra, al Marroc. Segons el cens de 2014 tenia una població total de 25.388 persones. És a 69 kilòmetres de Beni Mellal.